# Inglés internacional
El inglés internacional es el uso del inglés como un medio de comunicación global similar a una lengua auxiliar internacional, El concepto a menudo se refiere al movimiento hacia un estándar internacional de la lengua.

## Historia
La colonización llevó el inglés más allá de Inglaterra. El establecimiento de la primera colonia anglófona en América en 1607 fue un hito en la globalización de la lengua. El inglés británico solo estaba parcialmente estandarizado cuando se establecieron las colonias americanas. Separados entre sí por el Océano Atlántico, los dialectos de Inglaterra y de las colonias empezaron a evolucionar de forma independiente.
El inglés recibió una mayor prominencia en Europa especialmente después de 1919, cuando el tratado de Versalles se redactó no sólo en francés (lengua de la diplomacia de ese tiempo), sino también en inglés, a petición especial del presidente estadounidense Woodrow Wilson.
Hoy, en algunos estados descolonizados, la lengua inglesa es un idioma oficial; en muchos otros estados desempeña un papel fundamental en la educación.

## Inglés internacional y la lingüística
Diversos lingüistas toman el modelo de los «círculos concéntricos del inglés», descrito por Braj Kachru en 1985, en el cual se divide el uso del inglés en tres círculos concéntricos:
- el círculo interno, donde el inglés es la lengua principal y oficial;
- el círculo externo, donde el inglés es una lengua secundaria o adicional, con estatus de lengua oficial;
- el círculo en expansión, donde el inglés carece de oficialidad, pero es importante como lengua extranjera para diversas funciones (relaciones diplomáticas, empresariales, etc.).

Entre algunos lingüistas destacados especializados en inglés internacional se encuentran Joachim Grzega, Jennifer Jenkins, Barbara Seidlhofer, Karlfried Knapp, Christiane Meierkord, y Aya Matsuda.

## Inglés internacional y la educación
Para la simplificación de comunicación internacional, algunos lingüistas han planteado algunas formas de inglés simplificado:
- Basic English, por Charles Kay Ogden , del que deriva el Simple English
- Threshold Level English, por Ek et Alexander
- Globish, por Jean-Paul Nerrière
- Basic Global English, por Joachim Grzega
- Nuclear English, por Randolph Quirk y Gabriele Stein  (aunque no existe un modelo completo)
- Special English, por Voice of America